# Marcasite
La marcasite (simbolo IMA: Mrc) è un minerale del gruppo omonimo appartenente alla famiglia dei "solfuri e solfosali" con composizione chimica FeS2.

## Etimologia e storia
L'uso iniziale del termine marcasite non è ben documentato; il termine è arabo o moresco e veniva applicato alla pirite e a minerali metallici simili color bronzo.
Walter Pope (1665) menzionò la marcasite presente nei minerali di mercurio della miniera di Idria, nelle Alpi Giulie slovene, affermando che "Ci sono anche diverse marcasite e pietre, che sembrano contenere pagliuzze d'oro, ma dopo averle analizzate, dicono di non trovarne. Alcune di queste pietre rotonde sono molto pesanti e ben impregnate di mercurio; altre sono leggere, e ne contengono poco o niente".
Il minerale di mercurio di Idria contiene pagliuzze dorate metalliche di quella che oggi è chiamata marcasite, ma contiene anche pirite dorata metallica. Johnathan Hill usò il nome marcasite nel 1771, ma il suo uso era anche indiscriminato ed era un termine per qualsiasi "pirite" o "mundic" massiccia. Nel 1845, Wilhelm Karl Ritter von Haidinger definì la marcasite con il minerale che conosciamo oggi.

## Classificazione
La classica nona edizione della sistematica dei minerali di Strunz, aggiornata dall'Associazione Mineralogica Internazionale (IMA) fino al 2009, elenca la marcasite nella classe "2. Solfuri e solfosali" e nella sottoclasse "2.E Solfuri metallici, M: S ≤ 1:2"; questa viene più finemente suddivisa in base al rapporto metallo:solfo e alla composizione del minerale, in modo tale da trovare la marcasite nella sezione "2.EB M:S = 1:2, con Fe, Co, Ni, PGE, ecc." dove forma il sistema nº 2.EB.10.a insieme a kullerudite, mattagamite, ferroselite e frohbergite.
Tale classificazione rimane invariata anche nell'edizione successiva, proseguita dal database "mindat.org" e chiamata Classificazione Strunz-mindat, nella quale la marcasite è in compagnia, oltre che dei minerali già citati, anche della petříčekite.
Nella Sistematica dei lapis (Lapis-Systematik) di Stefan Weiß la marcasite viene elencata nella classe dei "solfuri e solfosali (solfuri, seleniuri, tellururi, arseniuri, antimoniuri, bismuti)" e nella sottoclasse dei "solfuri con [rapporto] metallo:S, Se, Te < 1:1", qui forma il "gruppo della marcasite" con il numero di sistema nº II/D.20 insieme a petříčekite, ferroselite, kullerudite, frohbergite, mattagamite, anduoite, omeiite e iridarsenite.
Anche la classificazione dei minerali di Dana, utilizzata principalmente nel mondo anglosassone, elenca la marcasite nella famiglia dei "solfuri e solfosali"; qui è nella classe dei "minerali solfuri" e nella sottoclasse dei "solfuri – compresi seleniuri e tellururi – con la composizione AmBnXp, con (m+n):p=1:2" dove forma il "gruppo della marcasite (Ortorombico: Pnnm)" con il numero di sistema 2.12.02 insieme a ferroselite, frohbergite, hastite, mattagamite, kullerudite, omeiite, anduoite, löllingite, seinäjokite, safflorite, rammelsbergite e nisbite.

## Abito cristallino
La marcasite cristallizza nel sistema ortorombico nel gruppo spaziale Pnnm (gruppo nº 58) con le costanti di reticolo a = 4,436 Å, b = 5,414 Å e c = 3,381 Å, oltre a possedere 2 unità di formula per cella unitaria.
L'abito cristallino è bipiramidale, prismatico, geminato secondo il prisma verticale {110}, comuni i gruppi a freccia, a ferro di lancia, a cresta e quelli ciclici di cinque individui, a rosetta, o tabulare secondo il pinacoide basale. Comune anche in noduli e gruppi raggiati.

## Origine e giacitura
Il minerale si forma nelle miniere metallifere, ma più comunemente nelle rocce calcaree, argillose o depositi di lignite.
La marcasite si forma tipicamente in condizioni di bassa temperatura e alta acidità, sia in ambienti sedimentari (scisti, calcari e carboni di basso grado), sia in vene idrotermali formate da soluzioni ascendenti; la paragenesi è con calcite, dolomite, fluorite, galena, pirite, pirrotite e sfalerite.
La marcasite è un minerale piuttosto comune ed è stato trovato in numerosissimi siti sparsi per tutto il mondo.

## Forma in cui si presenta in natura

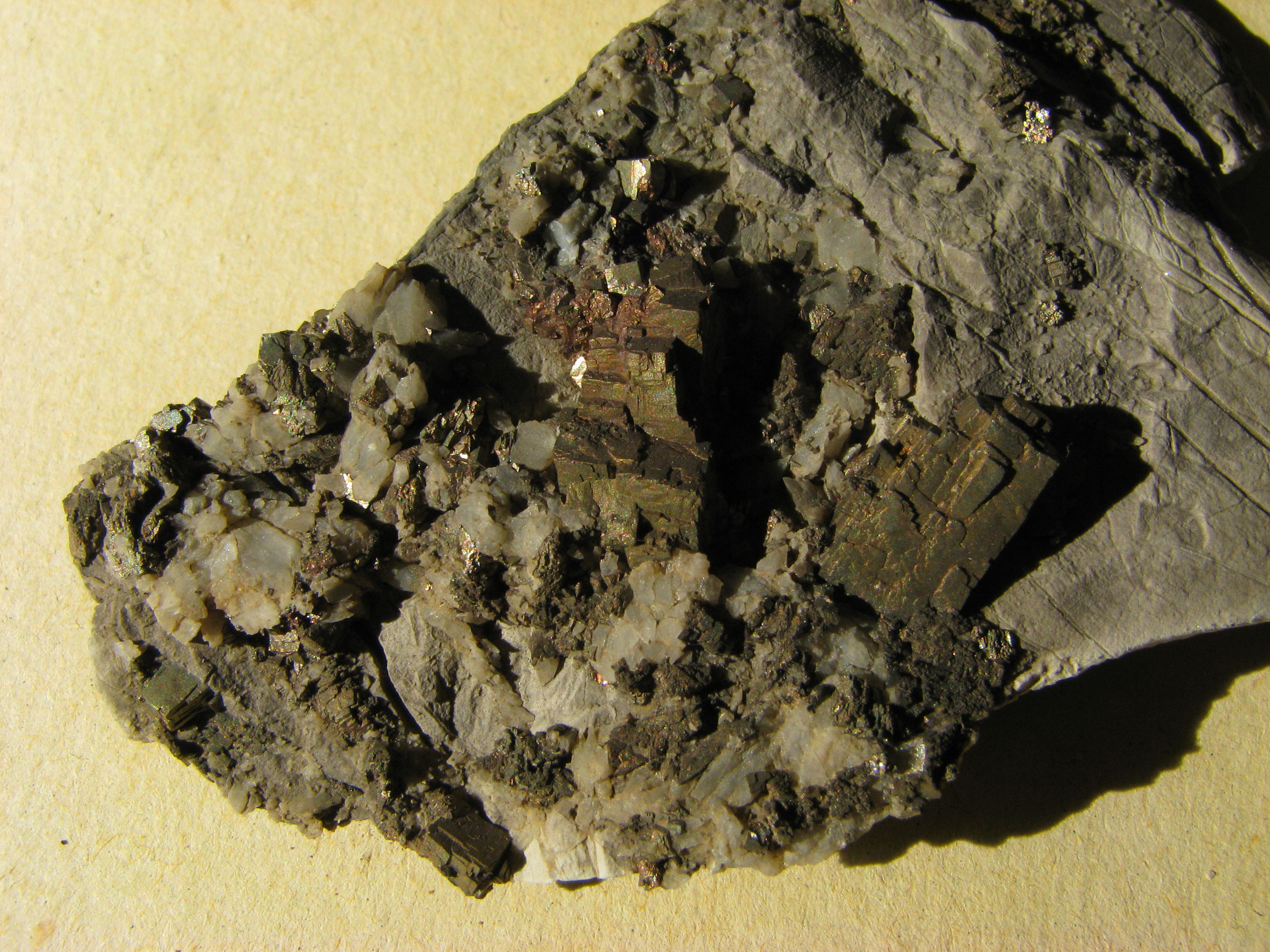
Cristalli di marcasite, su calcare

L'habitus è tabulare o leggermente arcuato, raramente colonnare o piramidale, ed è determinato dalla combinazione delle numerose superfici. Le aree comuni sono: (110), (014), (011), (101) e (111). Le forme più grandi sono solitamente composte da individui disposti in modo semi-parallelo, il che conferisce loro un aspetto esfoliato o dentato.
La marcasite è opaca con lucentezza da metallica a semi-metallica con colore giallo ottone pallido, che diventa bianco stagno quando campioni freschi vengono esposti all'aria. Il colore dello striscio è da grigio-scuro a nero.

## Caratteristiche chimico-fisiche
- Solubile in acido nitrico (HNO3) [3]
- Magnetico dopo riscaldamento[4]
- Peso molecolare: 119,98 gm
- Indice di fermioni: 0,01[4]
- Indice di bosoni: 0,99[4]
- Fotoelettricità: 16,89 barn/elettrone[4]
- Pleocroismo: forte, bianco crema, bianco giallastro chiaro, bianco con sfumature marrone rosato[5]
- Anisotropismo: dal giallo intenso al verde chiaro al verde scuro[5]

## Utilizzi

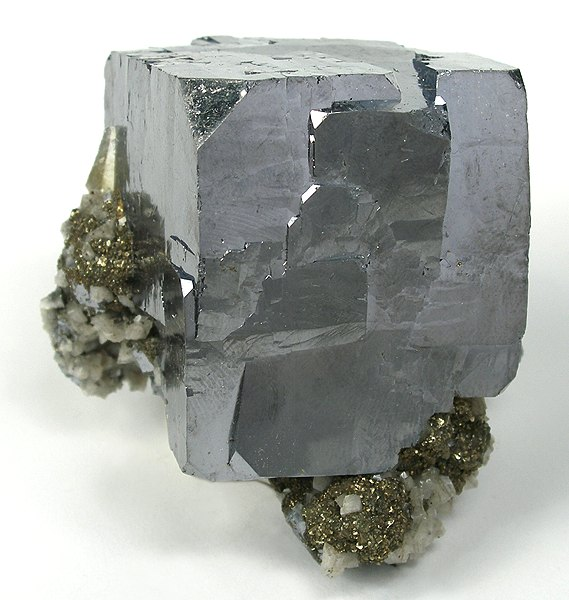
Un cubo di galena grigio metallizzato brillante, decorato con marcasite e dolomite dalla miniera West Fork nel Missouri

Molti dei campioni sono delle piriti spacciate per marcasiti.
I campioni di marcasite vengono intagliati "a rosa".
La marcasite, nell'oreficeria e nella bigiotteria di pregio, viene tagliata e sagomata in forma di minuscole cuspidi, che vengono poi polite e incastonate, specialmente in gioielli d'argento, in modo da formare cornici ornamentali intorno alle pietre preziose, oppure per realizzare superfici a pavé, che creano gradevoli riflessi luminosi, simili a quelli dei brillantini, dovuti alla lucentezza metallica del minerale. I gioielli 
con marcasiti erano molto in voga nell'epoca vittoriana.